# Caprimulgus atripennis
El chotacabras marajá o chotacabra de cola larga hindú  (Caprimulgus atripennis) es una especie de ave caprimulgiforme de la familia Caprimulgidae endémica del subcontinente indio, en el sur de Asia.  

## Taxonomía
Thomas C. Jerdon describió inicialmente a esta especie en una notas que realizó en 1845 sobre el Caprimulgus indicus en la obra Illustrations of Indian ornithology. Posteriormente, varias veces fue agrupado nuevamente con Caprimulgus macrurus, pero los registros publicados en 1987 sobre ocurrencia de esta forma y de C. macrurus sin fertilización cruzada en el noreste de la península India es un indicio de que son especies distintas. Desde entonces se le considera una especie independiente tomando como base los estudios sobre su vocalización. La subespecie en Sri Lanka es C. a. aequabilis.

## Descripción
Al igual que otros chotacabras, tiene una mirada amplia, alas largas, suave plumaje mullido y hábitos nocturnos. Con 26 cm de longitud total, es casi una cabeza más grande que C. asiaticus, y difiere de esa especie en su cola moteada, parte posterior del cuello rufa y franjas en las alas. Las vermiculaciones en píleo son finas dándole un tono casi uniforme. El collar es negruzco. El macho tiene un parche blanco en cada ala. Por lo demás, su plumaje críptico se conforma principalmente de motas ante y marrón, como es típico de los chotacabras del bosque tropical oscuro. Esta especie tiene una gargantilla blanca ininterrumpida, como el chotacabras de cola larga, pero su cola es más corta. El aequabilis de Sri Lanka es ligeramente más pequeño y más oscuro.
Su llamada típica es un rápido y repetitivo ch-woo-woo. Otra llamada se asemeja al croar de una rana.

## Distribución y hábitat
Se le encuentra únicamente en el sur de India y Sri Lanka. Su hábitat son los claros en bosques abiertos, zonas de arbustos y campos de cultivo. 

## Ecología
Es una especie de hábitos nocturnos. Vuela después del atardecer con un vuelo suave y silencioso, apareciendo como una polilla descomunal a simple vista. Durante el día, el chotacabras marajá se queda en silencio posado en el suelo, oculto por su plumaje; siendo entonces difícil de detectar.
Se alimenta de insectos nocturnos, tales como polillas. A diferencia de Caprimulgus asiaticus muy rara vez esta especie se asienta sobre caminos durante la noche, en cambio prefiere posarse en arbustos. Ello torna difícil su avistamiento, ya que por lo general las luces de los vehículos no lo iluminan. Sin embargo duerme sobre el suelo, aunque llama desde los árboles. Se le distingue por su llamada distintiva que asemeja el sonido de una placa de madera que es golpeada en forma periódica donde cada nota termina con un trémulo.
La temporada de reproducción va de marzo a julio en India y de febrero a mayo en Sri Lanka. No construye nido; pone dos huevos marmoleados directamente sobre el suelo desnudo. El pájaro que empolla, protege los huevos cubriéndolos con su plumaje de camuflaje. Los pichones se arrastran fuera del nido al poco tiempo de romper el cascarón y se esconden entre las hojas del suelo cuando perciben un riesgo.
Es una especie ampliamente distribuida en sus hábitats que no se encuentra amenazada.